# Glénan
Souostroví Glénan (francouzsky Îles des Glénan nebo Archipel des Glénan, bretonsky Inizi Glenan) je skupina francouzských ostrovů v Atlantském oceánu poblíž jižního pobřeží Bretaňského poloostrova. Administrativně souostroví přináleží k obci Fouesnant v bretaňském departementu Finistère.

## Geografie
Souostroví leží ve vzdálenosti zhruba 10 námořních mil (18,5 km) jižně od Fouesnantu a asi 17 km je dělí od města Concarneau na jižním pobřeží Bretaňského poloostrova. Souostroví se skládá z devíti větších ostrovů a několika desítek menších ostrůvků, skalisek a mořských útesů, částečně skrytých pod hladinou. Za hlavní ostrov je označován Saint-Nicolas, na kterém se nachází přístav a přírodní rezervace Réserve naturelle de Saint-Nicolas des Glénan, založená z důvodu ochrany místního endemitu - glénanského druhu narcisů Narcissus triandrus var. loiseleurii.
Ostrovy jsou velmi nízké, mořskou hladinu převyšují jen o několik metrů. Nejvyšší bod souostroví, který dosahuje 19 m n. m., se nachází na ostrově Penfret (Île de Penfret). Obydlených ostrovů je pouze šest: Saint-Nicolas, Drenec, Bananec, Penfret, Brunec a Loc'h. Nová výstavba na ostrovech není povolena.

## Historie
V období neolitu byla hladina oceánu nižší, než dnes a Glénan v oněch dobách tvořil souvislejší pevninu. Ze 4. tisíciletí př. n. l. pochází dolmen na severu ostrova Brunec, na ostrovech Saint-Nicolas, Drenec a Bananec se našla prehistorická pohřebiště. Většina stop o nejstarším osídlení však zmizela pod vodou, protože v průběhu tisíciletí se mořská hladina zvedla zhruba o pět metrů. Z ostrovů jsou známy také archeologické nálezy jako amfory, mince a další předměty z galo-římského období. Od 4. století n. l. až po dobu Velké francouzské revoluce bylo souostroví ve vlastnictví opatství Saint Gildas-de-Rhuys. Nejstarší mapa ostrovů pochází z roku 1313.

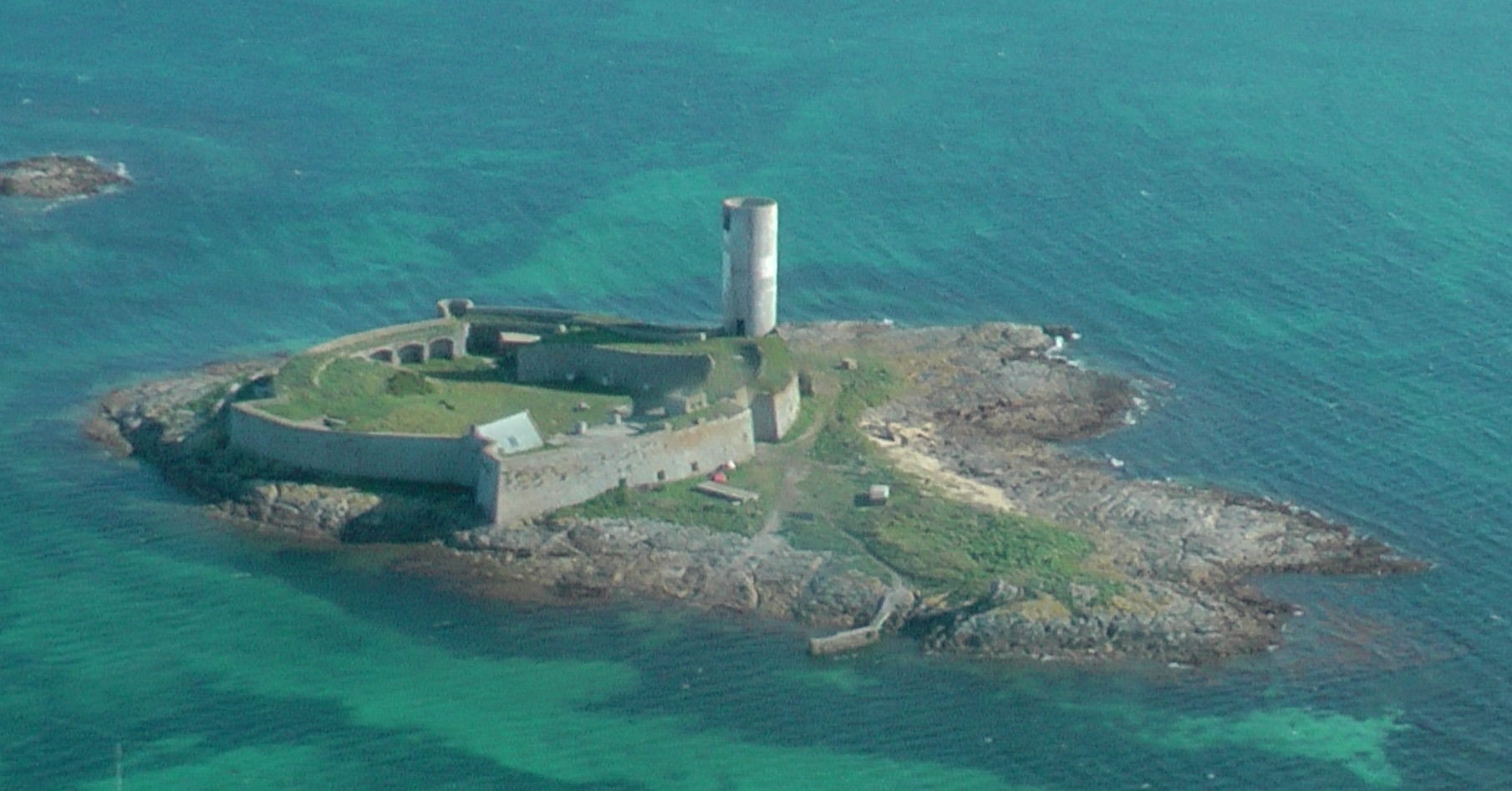
Pevnost Cigogne

Již od středověku sloužilo souostroví Glénan jako operační základna a útočiště pirátských a korzárských lodí. Po návštěvě guvernéra Bretaně na ostrovech v roce 1755 bylo rozhodnuto o výstavbě pevnosti na ostrově Cigogne, avšak výstavbu narušila Sedmiletá válka a na Glénan se vrátili angličtí korzáři. Pevnost byla dobudována až po Velké francouzské revoluci. Obyvatelé ostrovů byli velmi chudí a většinou se živili rybolovem, neboť možnosti rozvoje zemědělství byly velmi omezené.
Během druhé světové války obyvatelé ostrova podporovali hnutí odporu proti německé okupaci. V polovině 20. století na ostrovech vzniklo centrum pro mezinárodní setkávání a školení studentů z celého světa a také střediska, zaměřená na turismus a rozvoj sportovních aktivit. Proslulá je například plachtařská škola „Les Glénans“, založená bývalými příslušníky hnutí odporu v roce 1947, a mezinárodní středisko sportovního potápění „Centre international de plongée des Glénan“.

## Glénan v literatuře
Kromě popisů souostroví v materiálech z dřívějších dob hraje Glénan významnou roli i ve dvou literárních dílech z 21. století. V obou případech se jedná o kriminální romány – „Úplně jiný příběh“ švédského autora Håkana Nessera a „Bretaňský příboj“ německého spisovatele Jörga Bonga, píšícího pod „bretaňským“ pseudonymem Jean-Luc Bannalec (pozn.: obě knihy vyšly i v ČR).

## Galerie

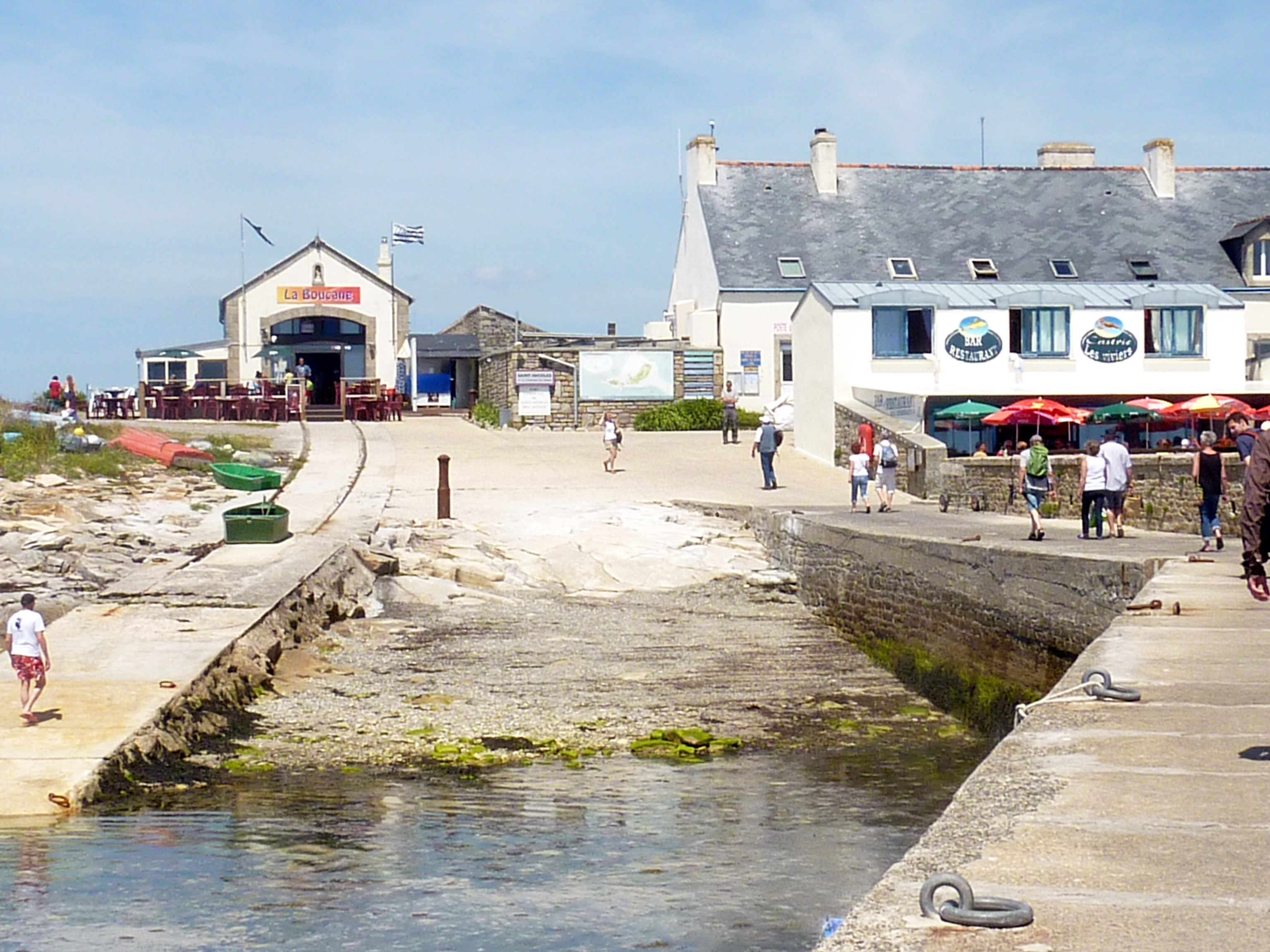
Přístav na ostrově Saint-Nicolas
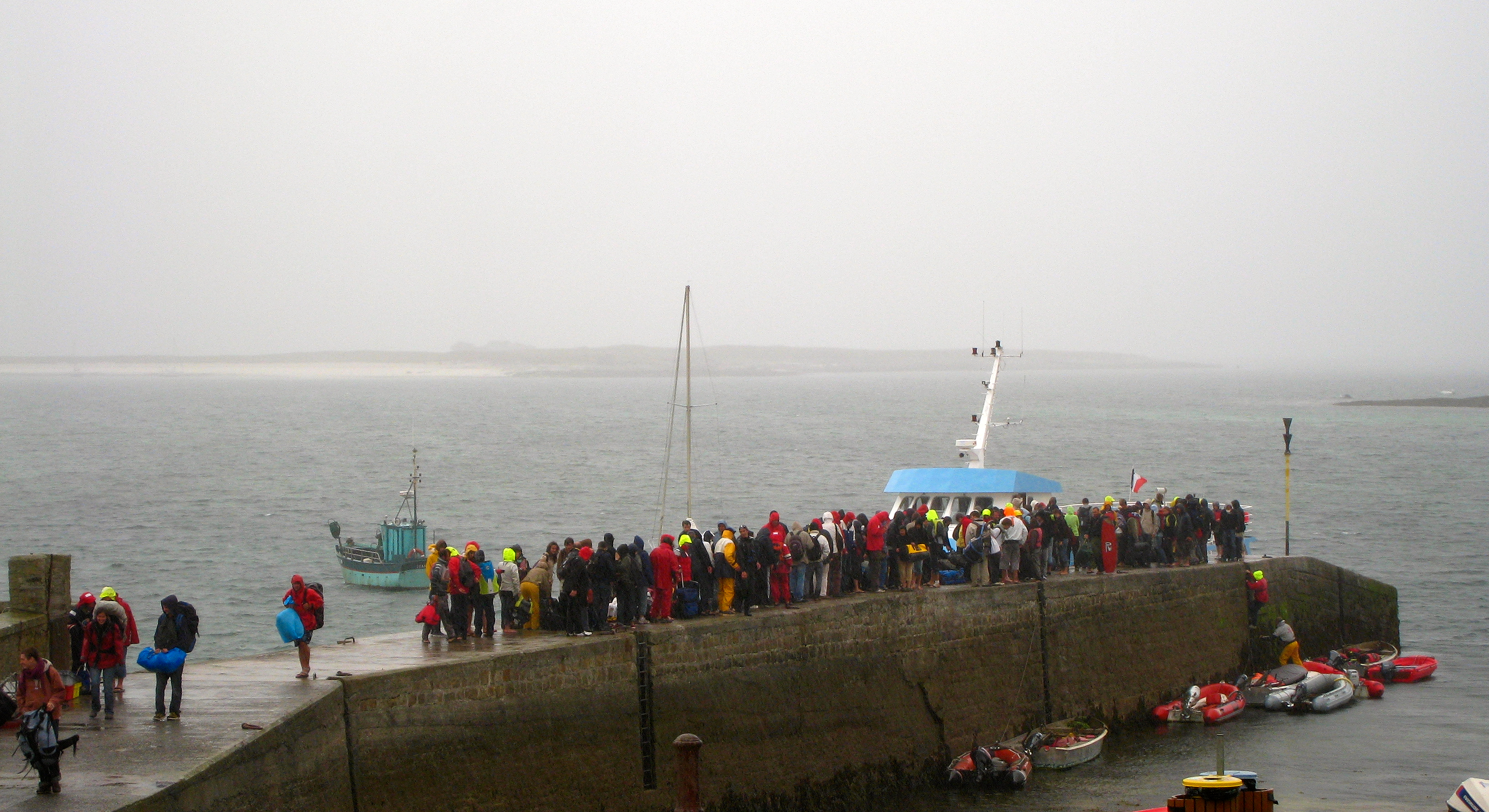
Čekání na trajekt v přístavu Saint-Nicolas
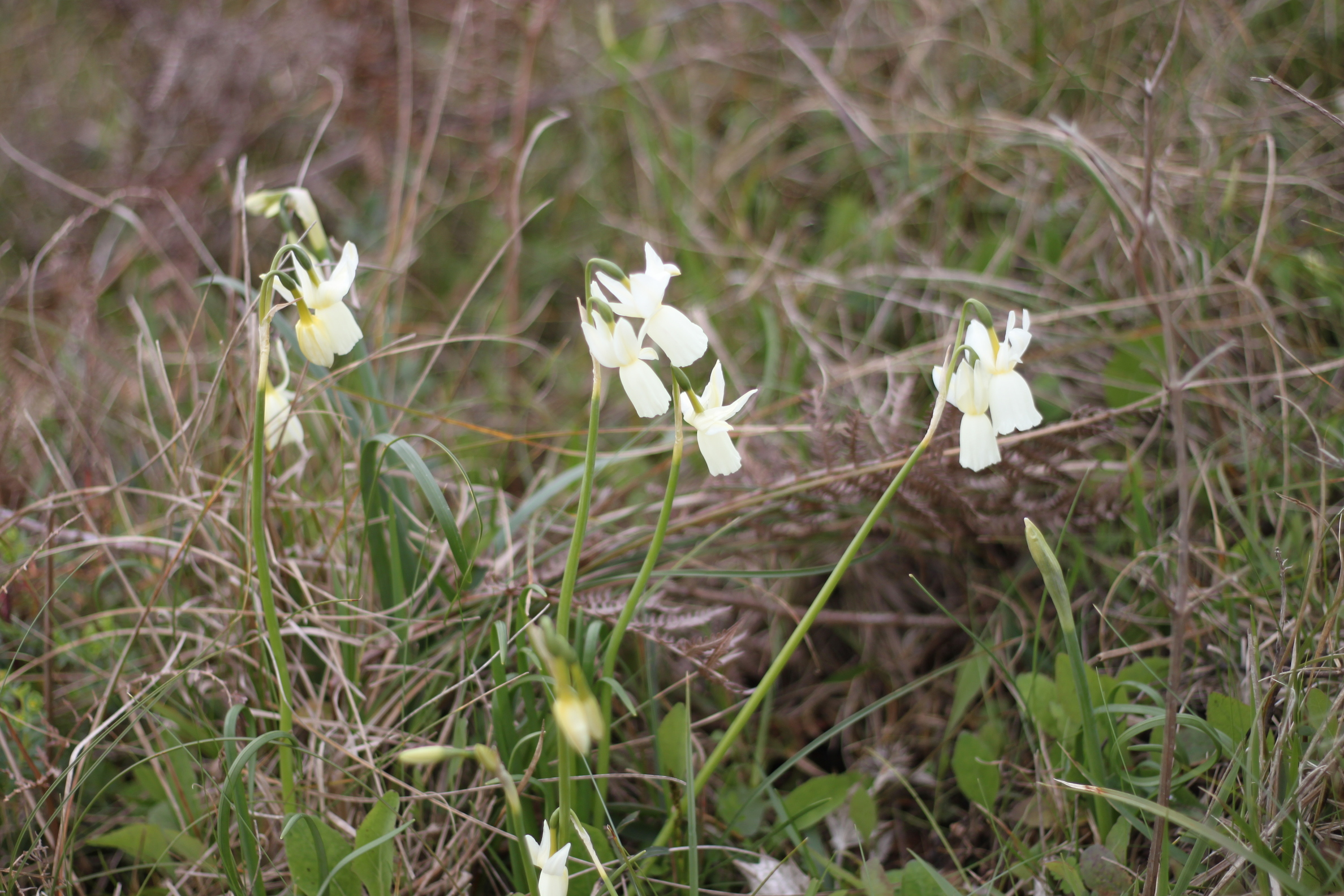
Glénanské narcisy
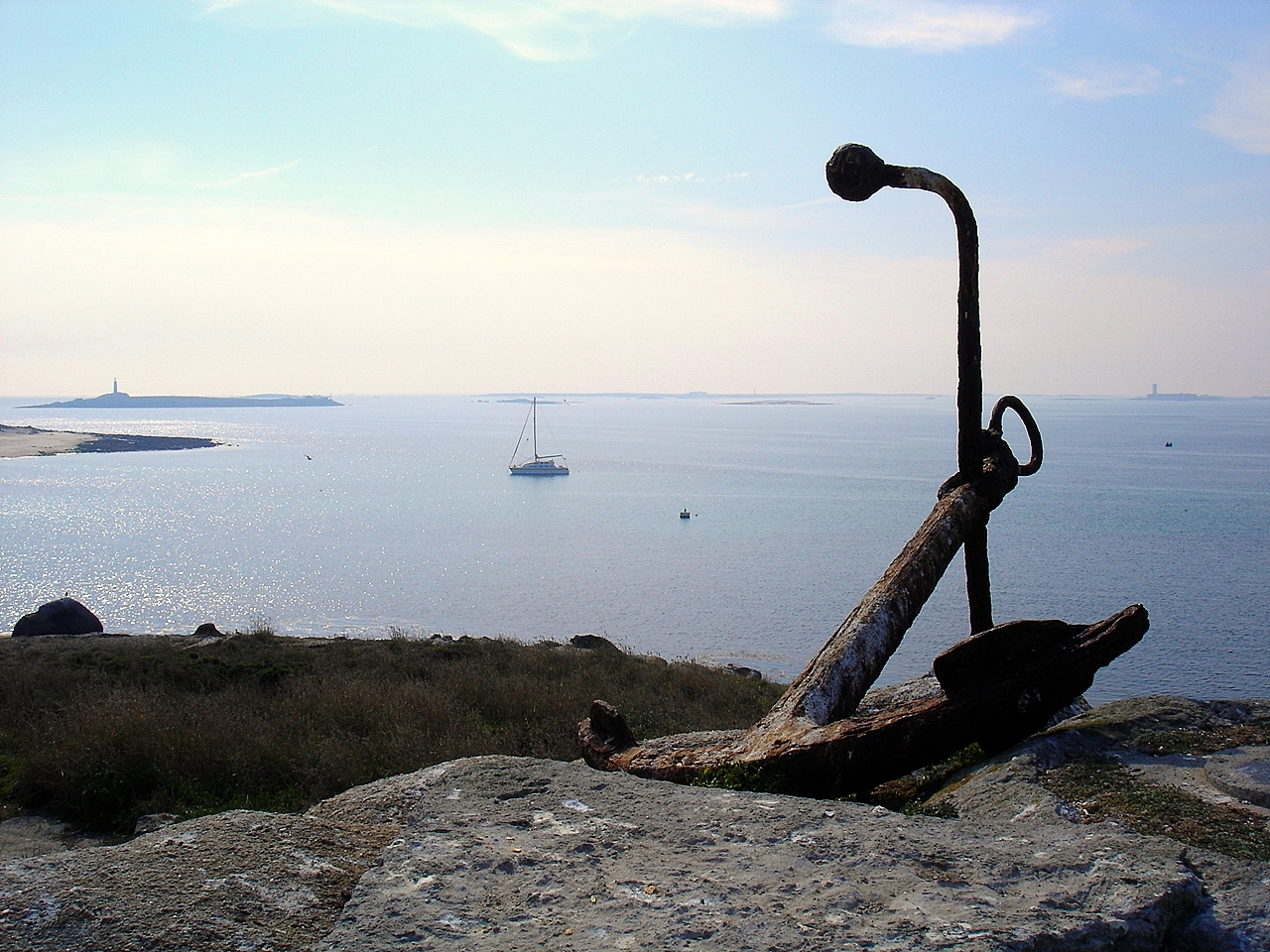
Pohled z Penfretu směrem k Cigogne
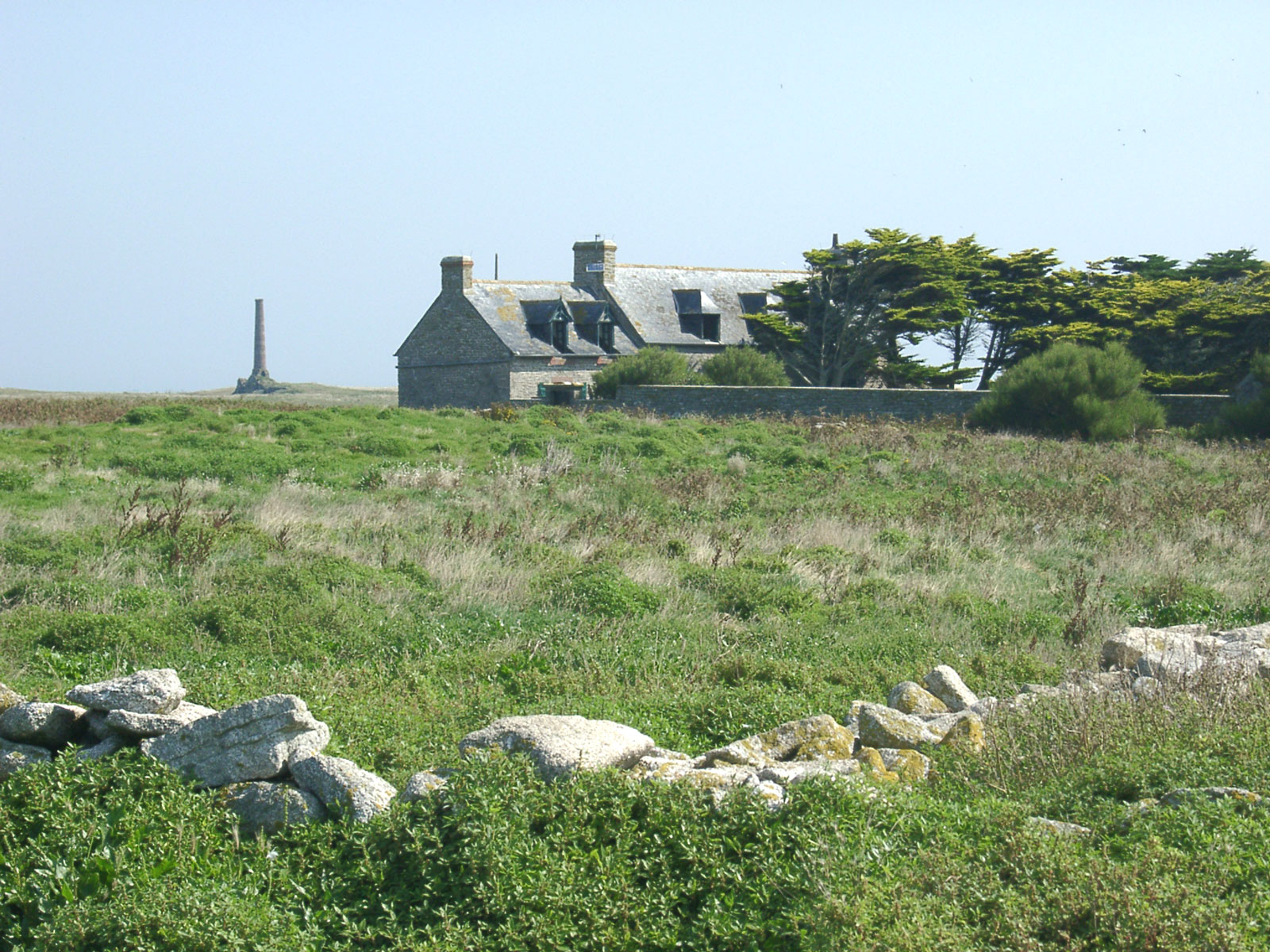
Farma a starý maják na ostrově Loc'h